# Cebiv (zámek)
Cebiv je zámek ve stejnojmenné obci v okrese Tachov postavený v první polovině osmnáctého století v barokním slohu. Je chráněn jako kulturní památka České republiky.

## Historie
Z roku 1543 pochází první písemná zmínka o gotické tvrzi, která patřila Janu Drzdeřovi z Hrádku. Poté, co zemřeli jeho mužští potomci, získala panství dcera Eva provdaná za Jindřicha Strojetického ze Strojetic, jehož potomkům patřilo do roku 1646, kdy statek zdědili páni z Vrtby. Roku 1657 tvrz vyhořela a pravděpodobně nebyla opravena. Nejvyšší purkrabí Jan Josef z Vrtby zámek prodal v roce 1712 Löwensteinům, kterým patřil až do roku 1945 a kteří na místě původní tvrze v první polovině osmnáctého století postavili barokní zámek.

## Stavební podoba
Zámecká budova s mansardovou střechou má půdorys ve tvaru písmena H. Ve dvoupatrovém hlavním průčelí se nachází vstupní portály. Fasády jsou členěné lizénami. Některé místnosti mají křížové nebo valené klenby.

## Galerie

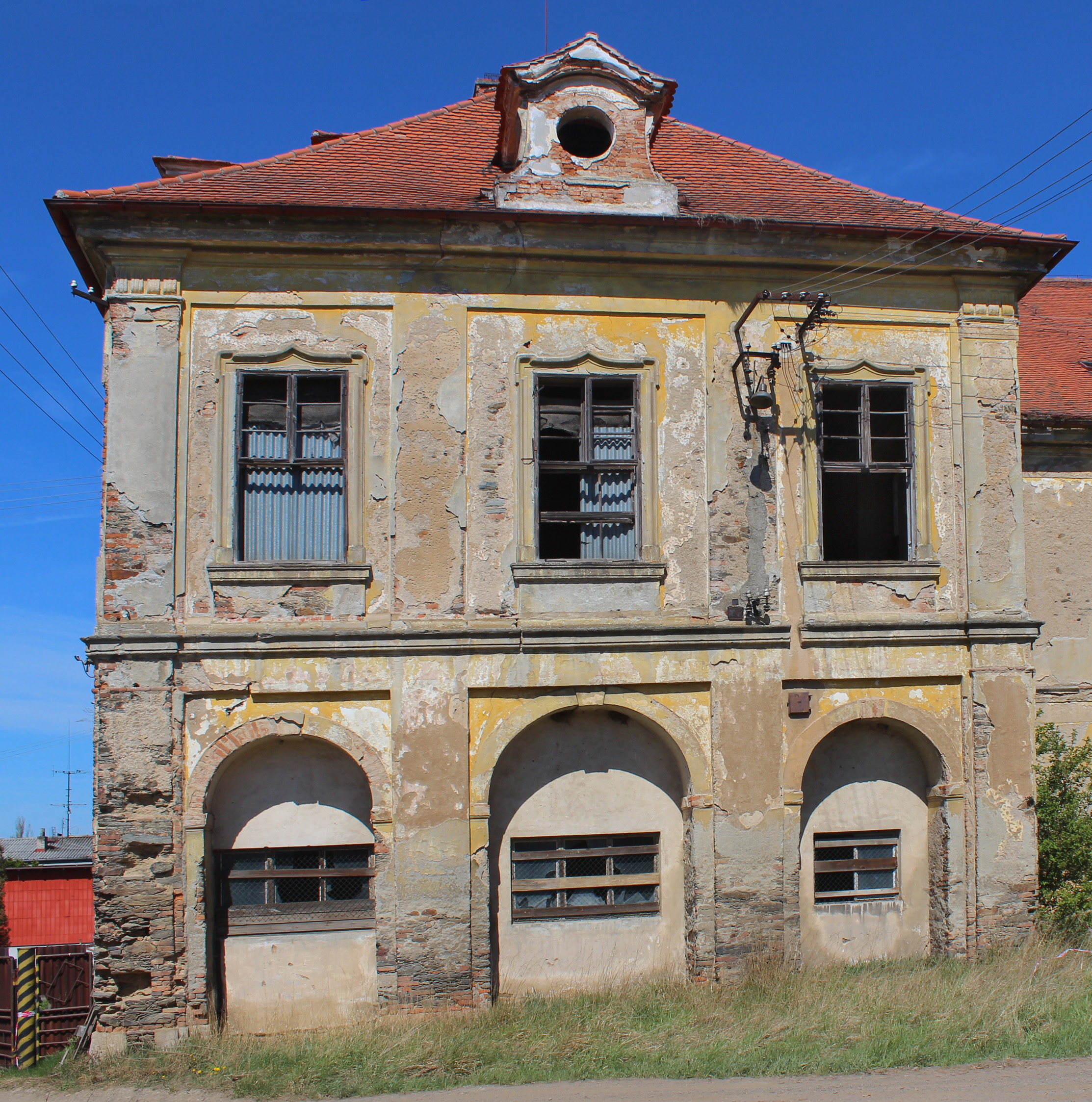
Boční křídlo
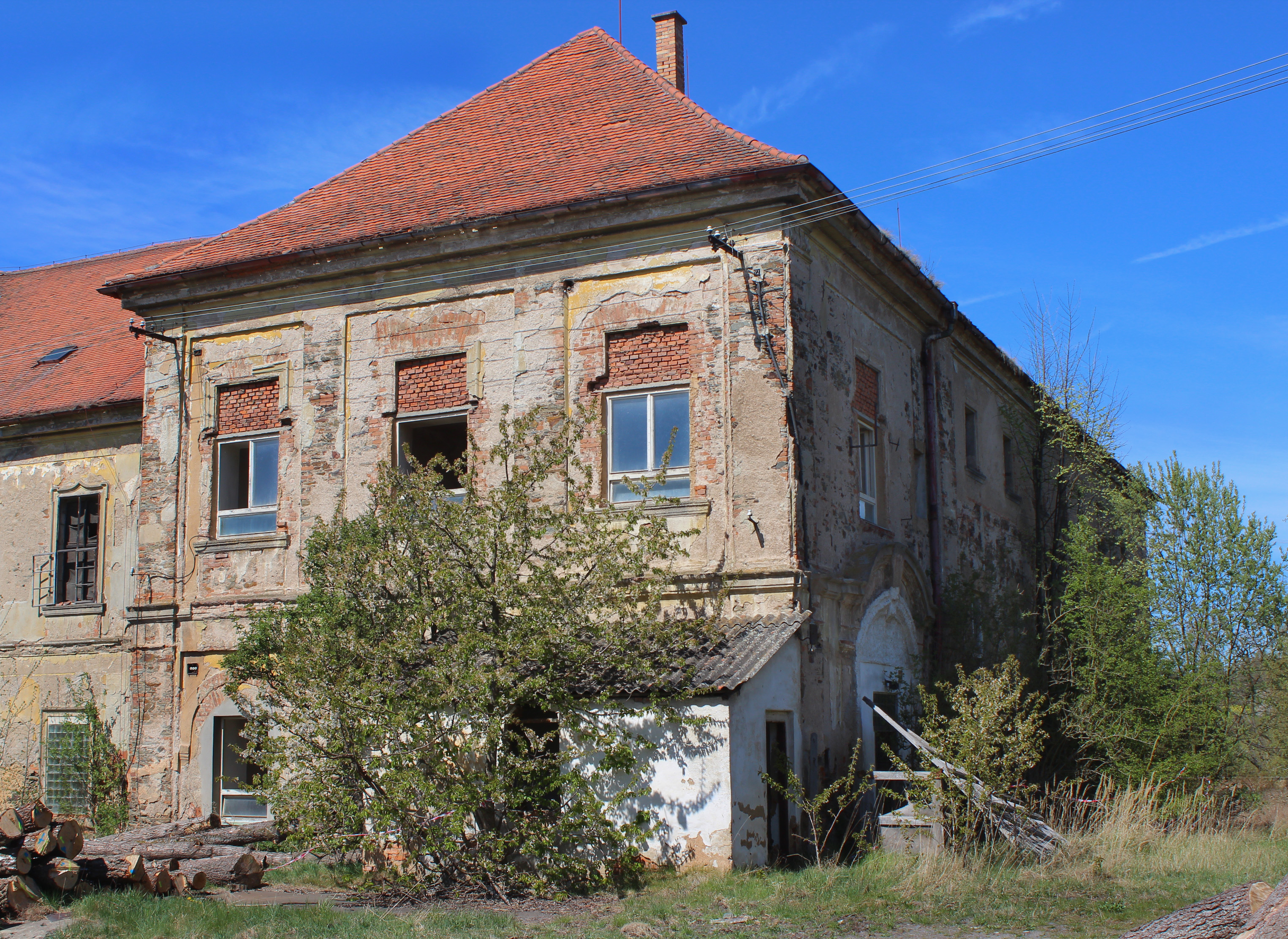
Zadní pohled
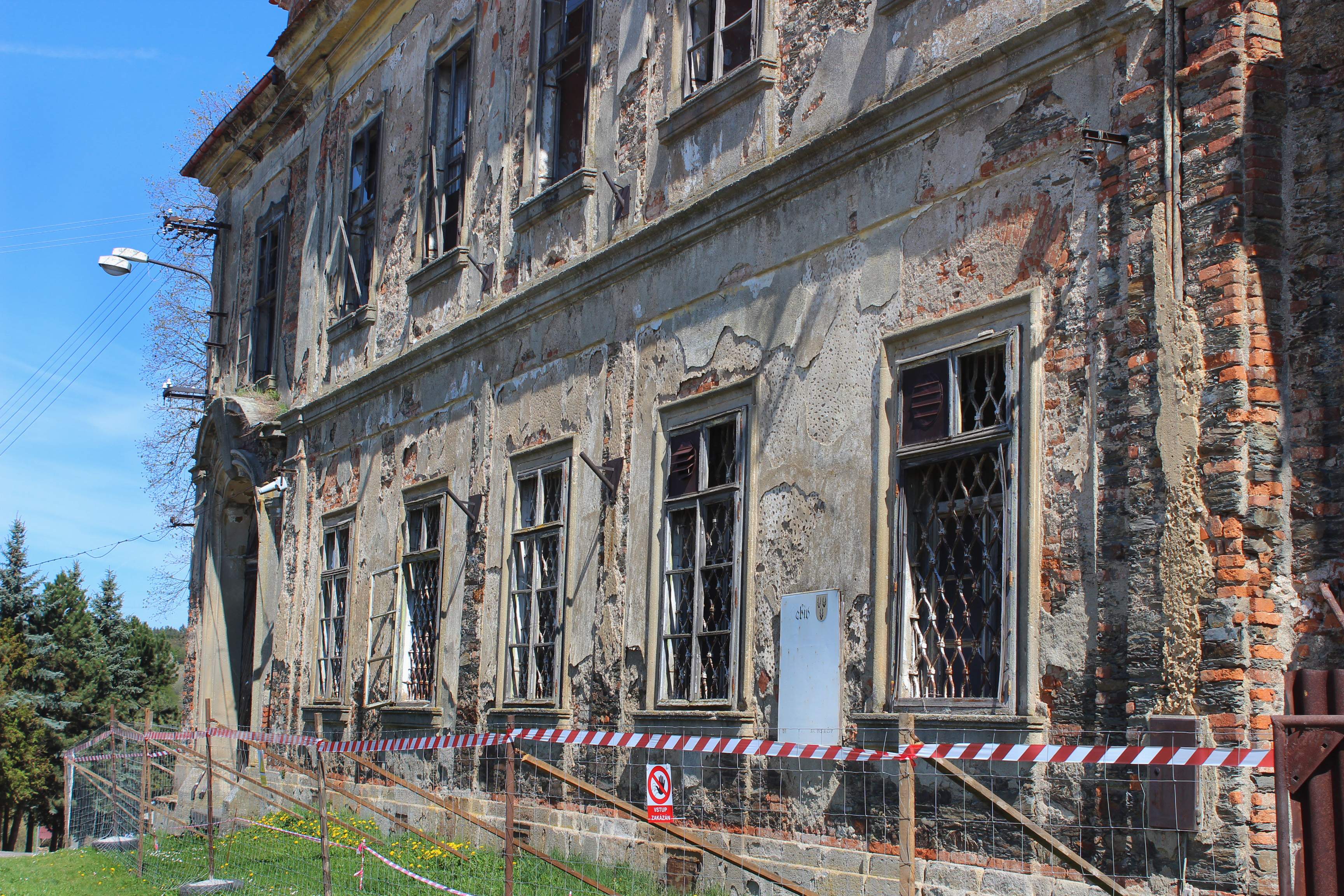
Čelní stěna